# Neubuchholz (Jerichow)
Neubuchholz ist ein Ortsteil der Einheitsgemeinde Stadt Jerichow im Landkreis Jerichower Land in Sachsen-Anhalt.

## Geografie
Der Ort liegt 7 Kilometer östlich von Genthin und 20 Kilometer südöstlich von Jerichow. Die Nachbarorte sind Großdemsin im Norden, Bensdorf im Nordosten, Kader-Schleuse im Osten, Gollwitz im Südosten, Kade im Süden, Belicke im Südwesten, Genthin im Westen sowie Dunkelforth im Nordwesten.